# 2332 Kalm
2332 Kalm је астероид главног астероидног појаса са пречником од приближно 29,58 .
Афел астероида је на удаљености од 3,256 астрономских јединица (АЈ) од Сунца, а перихел на 2,891 АЈ.
Ексцентрицитет орбите износи 0,059, инклинација (нагиб) орбите у односу на раван еклиптике 14,587 степени, а орбитални период износи 1968,480 дана (5,389 година).
Апсолутна магнитуда астероида је 10,60 а геометријски албедо 0,116.
Астероид је откривен 4. априла 1940. године.